# Oritrophium venezuelense
Oritrophium venezuelense là một loài thực vật có hoa trong họ Cúc. Loài này được (Steyerm.) Cuatrec. mô tả khoa học đầu tiên năm 1961.